# Леонтьевы
Лео́нтьевы (Левонтьевы) — древний русский дворянский род, из рязанских бояр.
В XV веке потомки мурзы Абатура носили фамилию Глебовы, по имени его сына Глеба Батуринича. В XVI веке — Степановы, по имени его правнука Степана Семёновича, под этой фамилией многие представители рода записаны в Тысячную книгу (1550), и Дурнова, по прозвищу одного из предков.

## Происхождение и история рода
Леонтьевы объявляли своим предком мурзу Абатура, выехавшего (1408) из Большой Орды в Рязань при великом князе Фёдоре Олеговиче и принявшего христианство с именем Мефодия. Крестил его епископ Ефросин II Звенец Рязанский и Муромский.
Получил вотчину в Каширской волости Великого княжества Рязанского, на правом берегу Оки. Сын его, Глеб Батурич, находился при великом рязанском князе Иване Фёдоровиче бояриным († 1456). У сего Глеба были правнуки: Пётр и Леонтий, из которых Пётр стал родоначальником Петрово-Солововых, а Леонтий — рода Леонтьевых. От детей Леонтия ведут начало несколько ветвей рода, в современной классификации получившие наименования по названиям своих основных вотчин или прозвищ родоначальников.
В Дворовой тетради (1550) записаны: дворовые, сыны боярские по Москве: Басарьга и Басёнок Фёдоровы Леонтьевы. Басарьга (Басарга) Леонтьев руководил опричным погромом и разорением селений северо-западного побережья Белого моря, вошедшего в историю как Басаргин правёж.
У патриарха Филарета Никитича дворецким был Данило Юрьевич Леонтьев, правнуки которого Иван Юрьевич и Василий Юрьевич Леонтьевы были воеводами в Смоленске в конце XVII века.
Надворный советник Николай Андреевич Леонтьев внесён в VI часть дворянской родословной книги Казанской губернии (1800).
От владений Леонтьевых получил название Леонтьевский переулок в центре Москвы.
Сергей Леонтьев — Восстановил родовую усадьбу Воронино (Ростовский район).

## Известные представители
- Заяц Леонтьев — дворянин XIV века
- Фёдор Исакович — полковой воевода в Белой (1604), посол в Литву.
- Пётр Яковлевич — осадный голова в Дедилове (1614—1615), Алексине (1616—1617).
- Данила Юрьевич — воевода в Валуйках (1615—1616).
- Семён Борисович — воевода в Крапивне (1617), Лебедяни (1618).
- Никита — дьяк, воевода в Тобольске (1623—1625).
- Иван Фёдорович — воевода в Ельце (1630—1631).
- Гаврила — дьяк, воевода в Астрахани (1642—1645).
- Павел Фёдорович — стольник, воевода в Валуйках (1642—1643), Тамбове (1645—1647), Яблонове (1652—1653), Нижнем-Новгороде (1693).
- Никита Фёдорович — стольник, воевода в Вольном (1643—1644), Вятке (1649).
- Александр — стольник, воевода в Недрыгайлове (1647—1648).
- Замятня (Василий) Федорович Леонтьев, стольник, воевода в городе Ржеве (1634), послан к королю Яну-Казимиру «для великих государственных дел» (1661)[5].
- Никита и Фёдор Фёдоровичи — дьяки, воеводы в Томске (1678—1686) (несколько раз).
- Федор Иванович Леонтьев — окольничий (1682).
- Андрей Иванович — думный дворянин, окольничий, воевода в Вятке (1687—1688), Павловском (1699).
- Осип Романович — стольник, воевода в Пелыме (1690)[6].

Ветвь Семёна Борисовича Леонтьева
- Осип Романович Леонтьев — стольник, внук Семёна Борисович
- Алексей Иванович Леонтьев (1748—1811) — Георгиевский кавалер
  - Алексей Алексеевич Леонтьев (1771—1827) — генерал-майор, Георгиевский кавалер (1803), шеф Тифлисского полка
  - Михаил Алексеевич Леонтьев (1785—1861) — мемуарист
    - Павел Михайлович Леонтьев (1822—1874) — филолог
- Дмитрий Николаевич Леонтьев (1840—1892) — генерал-лейтенант; правнук Александра Ивановича
- Николай Васильевич Леонтьев (1739—1824) — сенатор, действительный тайный советник
  - Николай Николаевич Леонтьев (1772—1827) — генерал-майор, камергер
- Алексей Алексеевич Леонтьев (1776—24.07.1831) — генерал-майор

Ветвь Дмитрия Борисовича Леонтьева
- Михаил Иванович Леонтьев (1672—1752) — генерал-аншеф; племянник Анны Леонтьевны Леонтьевой (ум. в 1706) — жены Кирилла Полуектовича Нарышкина; от этого брака родилась царица Наталья Кирилловна — мать Петра Великого
  - Николай Михайлович Леонтьев (1717—1769) — генерал-аншеф, троюродный брат Петра I.
    - Михаил Николаевич Леонтьев (1740—1784) — генерал-поручик, четвероюродный брат царевича Алексея Петровича.

Ветвь боярина Гавриила Леонтьевича Леонтьева
- Иван Петрович Леонтьев (ок. 1710—1784) — генерал-поручик; ярославский губернский предводитель дворянства (1778—1780)
  - Михаил Иванович Леонтьев (1755—1833) — бригадир; внесён в дворянскую родословную книгу Ярославской губернии.
  - Борис Иванович Леонтьев (1748—?) — коллежский советник; в 1804 году вместе с детьми внесён в часть VI Калужской губернской родословной книги.
    - Николай Борисович (1784 — ок. 1845) — капитан-исправник.
      - Владимир Николаевич Леонтьев (ум. в 1870-х) — российский писатель- публицист; редактор «Современного слова» и «Искры»[7].
      - Константин Николаевич Леонтьев (1831—1891) — русский дипломат, мыслитель, славянофил.

    - Сергей Борисович Леонтьев (1785) — полковник, коллежский советник.
- Михаил Евгеньевич Леонтьев (03.12.1880—03.02.1942) — генерал-майор, умер в Париже
- Иван Борисович Леонтьев (1793 — ок. 1855) — гвардии поручик.
  - Сергей Иванович Леонтьев (1825—1887) — сенатор, тайный советник.
- Николай Владимирович Леонтьев (1845 — ок. 1905) — губернский секретарь, племянник К. Н. Леонтьева; 27.02.1887 г. внесён в часть VI дворянской родословной книги Рязанской губернии.
- Алексей Иванович Леонтьев (ок.1750 — ок.1810) — генерал-майор, статский советник
- Сергей Иванович Леонтьев — статский советник
  - Иван Сергеевич Леонтьев (1782—1824) — герой Бородинского сражения, генерал-майор.
    - Михаил Иванович Леонтьев (1824—1885) — шталмейстер, тайный советник.
      - Михаил Михайлович Леонтьев (1853—1901) — егермейстер.
        - Сергей Михайлович Леонтьев (1879—1937) — товарищ Министра внутренних дел Временного правительства (1917).

      - Иван Михайлович Леонтьев (1857—1908) — тайный советник, владимирский и костромской губернатор.

Тамбовские дворяне
- Николай Николаевич Леонтьев (ум. 2.8.1831) — генерал-лейтенант, директор военного поселения в Старой Руссе, жена С. Л. фон Варнек
- Максим Николаевич Леонтьев (1871—1948) — генерал-майор Генерального штаба; эмигрировал на Таити.
  - Максим Максимович Леонтьев (ок.1910 — ок.1980) — служил во французской армии де Голля.
    - Александр Максимович Леонтьефф (1948—2009) — депутат французского парламента, премьер-министр Французской Полинезии.
- Александр Николаевич Леонтьев (1827—1878) — генерал-лейтенант.
  - Евгений Александрович Леонтьев (1855—1894) — полковник.
    - Михаил Евгеньевич Леонтьев (1881—1942) — генерал-майор.

  - Александр Александрович Леонтьев (1859—1923) — русский юрист
  - Владимир Александрович Леонтьев (1874—1931)  — командир Сумского полка, умер в Париже
- Владимир Николаевич Леонтьев (1829—1877) — генерал-майор, умер в Яссах от болезни

## Другие рода Леонтьевых
Известны несколько родов Леонтьевых как дворянского, так купеческого, и крестьянского происхождения. В отличие от Леонтьевых — потомков мурзы Абатура — все они имеют значительно более позднее происхождение. Некоторые из них внесены в дворянские родословные книги различных губерний. Известных представителей этих родов Леонтьевых порой невозможно отнести к тому или иному роду.
- Владимир Георгиевич Леонтьев (1866 — после 1915) — генерал-лейтенант, командир 77-й пехотной дивизии
- Степан Георгиевич Леонтьев (1878—1915) — русский офицер, Георгиевский кавалер.
- Николай Степанович Леонтьев (1862—1910) — русский военный и политический деятель, исследователь Эфиопии, граф Абиссинской империи.

## Описание герба
Герб потомства коллежского советника Ивана Николаева Леонтьева: в серебряном щите червленый, стоящий на задних лапах лев, обращенный вправо, держит в лапах золотой факел (светоч) с красным пламенем. Лев пожирает чёрную змею с красными глазами и жалом. Щит увенчан дворянским коронованным шлемом. Нашлемник: встающий вправо древнерусский воин с занесенной вверх серебряной на чёрном древке секирой в правой руке и с золотым, украшенным орнаментом щитом в левой руке. Намёт: справа красный с серебром, слева чёрный с золотом.
Герб внесён в Общий гербовник, часть XVII, стр. 51.